# Eyþór Ingi Gunnlaugsson
Eyþór Ingi Gunnlaugsson (29 mei 1989) is een IJslands zanger.

## Biografie
Eyþór raakte bekend bij het grote publiek door zijn deelname aan Söngvakeppnin 2013, de IJslandse nationale preselectie voor het Eurovisiesongfestival. Met het nummer Ég á líf kwalificeerde hij zich voor de finale, die hij uiteindelijk ook won. Hierdoor mocht hij zijn vaderland vertegenwoordigen op het Eurovisiesongfestival 2013, dat gehouden werd in het Zweedse Malmö. Het lied stootte door naar de finale, waar het op de 17de plaats eindigde.

## Discografie

### Singles
| Single met eventuele hitnotering(en) in de Nederlandse Top 40 | Datum van verschijnen | Datum van binnenkomst | Hoogste positie | Aantal weken | Opmerkingen                 |
| ------------------------------------------------------------- | --------------------- | --------------------- | --------------- | ------------ | --------------------------- |
| Ég á líf                                                      | 2013                  | -                     |                 |              | Nr. 84 in de Single Top 100 |

1986: ICY · 
1987: Halla Margrét · 
1988: Beathoven · 
1989: Daníel Ágúst · 
1990: Stjórnin · 
1991: Stefán & Eyfi · 
1992: Heart 2 Heart · 
1993: Inga · 
1994: Sigga · 
1995: Bo Halldórsson · 
1996: Anna Mjöll · 
1997: Paul Oscar · 
1999: Selma · 
2000: August & Telma · 
2001: Two Tricky · 
2003: Birgitta · 
2004: Jónsi · 
2005: Selma · 
2006: Silvia Night · 
2007: Eiríkur Hauksson · 
2008: Euroband · 
2009: Yohanna · 
2010: Hera Björk · 
2011: Sigurjón's Friends · 
2012: Gréta Salóme & Jónsi · 
2013: Eyþór Ingi Gunnlaugsson · 
2014: Pollapönk · 
2015: María Ólafsdóttir · 
2016: Gréta Salóme · 
2017: Svala · 
2018: Ari Ólafsson · 
2019: Hatari · 
2021: Daði & Gagnamagnið · 
2022: Systur · 
2023: Diljá · 
2024: Hera Björk · 
2025: Væb
- MusicBrainz: 19df4a2a-f467-460b-a249-349db015cee4
- Virtual International Authority File: 1279152140020511100007